# (4264) Karljosephine
(4264) Karljosephine (1989 TB) – planetoida z pasa głównego asteroid okrążająca Słońce w ciągu 3,77 lat w średniej odległości 2,42 j.a. Odkryta 2 października 1989 roku.